# Bages (Aude)
Pour les articles homonymes, voir Bages.
Bages  (en occitan Bajas ) est une commune française, située dans l'est du département de l'Aude en région Occitanie.
Sur le plan historique et culturel, la commune fait partie du Narbonnais, un pays comprenant Narbonne et sa périphérie, le massif de la Clape et la bande lagunaire des étangs. Exposée à un climat méditerranéen, elle est drainée par le ruisseau des Potences et par divers autres petits cours d'eau. Incluse dans le parc naturel régional de la Narbonnaise en Méditerranée, la commune possède un patrimoine naturel remarquable : deux sites Natura 2000 (les « étangs du Narbonnais » et le « complexe lagunaire de Bages-Sigean »), quatre espaces protégés (le « Bajole », l'« étang du Doul », la « saline d'Estarac » et les « étangs littoraux de la Narbonnaise ») et six zones naturelles d'intérêt écologique, faunistique et floristique.
Bages est une commune rurale et littorale qui compte 750 habitants en 2022, après avoir connu une forte hausse de la population depuis 1975. Elle fait partie de l'aire d'attraction de Narbonne. Ses habitants sont appelés les Bageois ou  Bageoises.

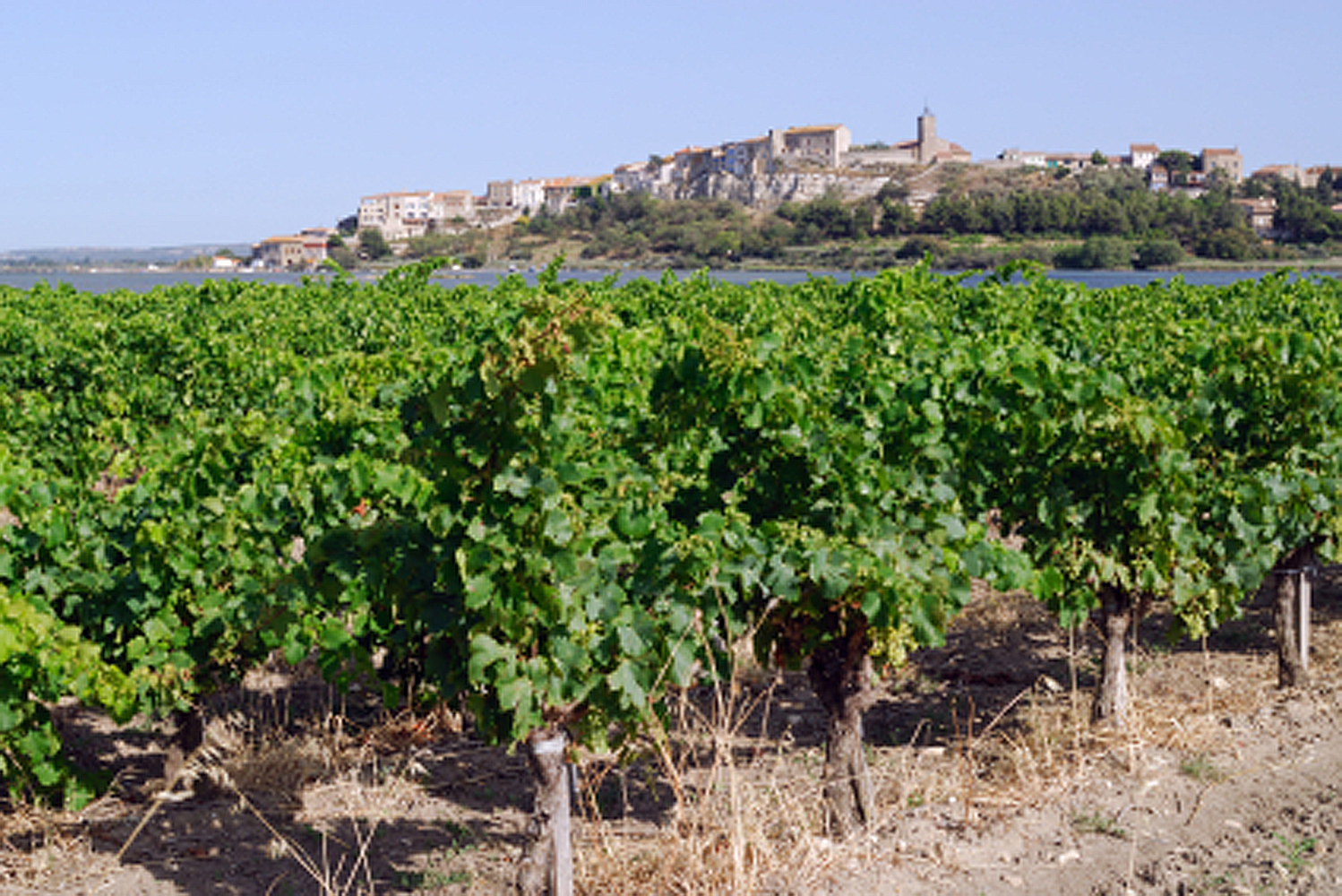
Bages et son vignoble.

## Géographie

### Localisation
Bages est une commune située dans l'aire urbaine de Narbonne, sur le canal de la Robine et l'étang de Bages-Sigean.

### Communes limitrophes
Les communes limitrophes sont Narbonne et Peyriac-de-Mer.
|  | Narbonne       |
|  | Bages          |
|  | Peyriac-de-Mer |

### Géologie et relief
Bages se situe en zone de sismicité 2 (sismicité faible).

### Voies de communication et transports
La commune est desservie par la ligne 10 des Autobus de Narbonne.

### Hydrographie
La commune est dans la région hydrographique « Côtiers méditerranéens », au sein du bassin hydrographique Rhône-Méditerranée-Corse. Elle est drainée par le ruisseau des Potences, le ruisseau de Boutarel, le ruisseau de Boutoubouli, le ruisseau de Fenouillet, le ruisseau de la Plaine, le ruisseau de Plaisance, le ruisseau des Gourguets, le ruisseau des Plages, le ruisseau du Pech Vermeillé et le ruisseau Mairal, constituant un réseau hydrographique de 16 km de longueur totale,.

### Climat
Pour des articles plus généraux, voir Climat de l'Occitanie et Climat de l'Aude.
En 2010, le climat de la commune est de type climat méditerranéen franc, selon une étude s'appuyant sur une série de données couvrant la période 1971-2000. En 2020, Météo-France publie une typologie des climats de la France métropolitaine dans laquelle la commune est exposée à un climat méditerranéen et est dans la région climatique Provence, Languedoc-Roussillon, caractérisée par une pluviométrie faible en été, un très bon ensoleillement (2 600 h/an), un été chaud (21,5 °C), un air très sec en été, sec en toutes saisons, des vents forts (fréquence de 40 à 50 % de vents > 5 m/s) et peu de brouillards.
Pour la période 1971-2000, la température annuelle moyenne est de 15,3 °C, avec  une amplitude thermique annuelle de 16 °C. Le cumul annuel moyen de précipitations est de 588 mm, avec 5,4 jours de précipitations en janvier et 2,5 jours en juillet. Pour la période 1991-2020 la température moyenne annuelle observée sur la station météorologique la plus proche, située sur la commune de Narbonne à 7 km à vol d'oiseau, est de 15,3 °C et le cumul annuel moyen de précipitations est de 635,3 mm,. Pour l'avenir, les paramètres climatiques de la commune estimés pour 2050 selon différents scénarios d’émission de gaz à effet de serre sont consultables sur un site dédié publié par Météo-France en novembre 2022.

### Paysages

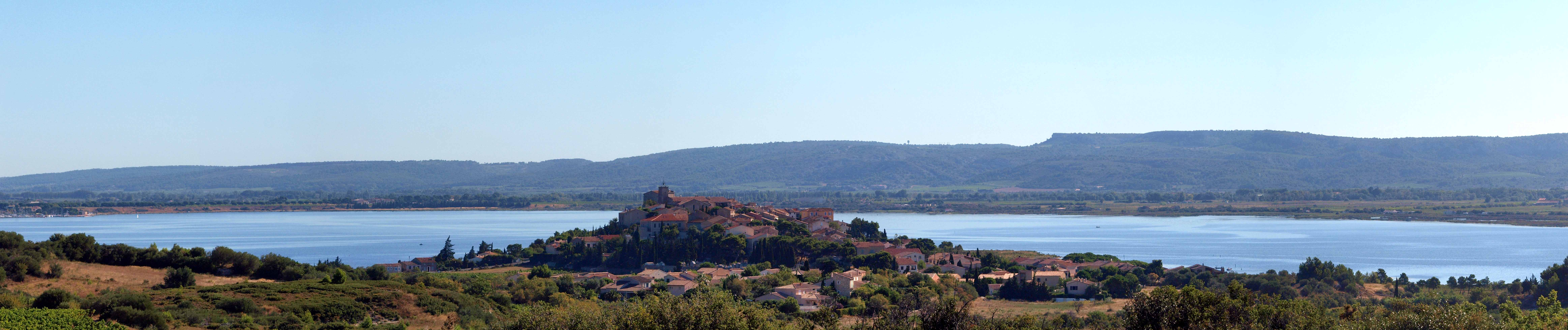
Panorama de Bages
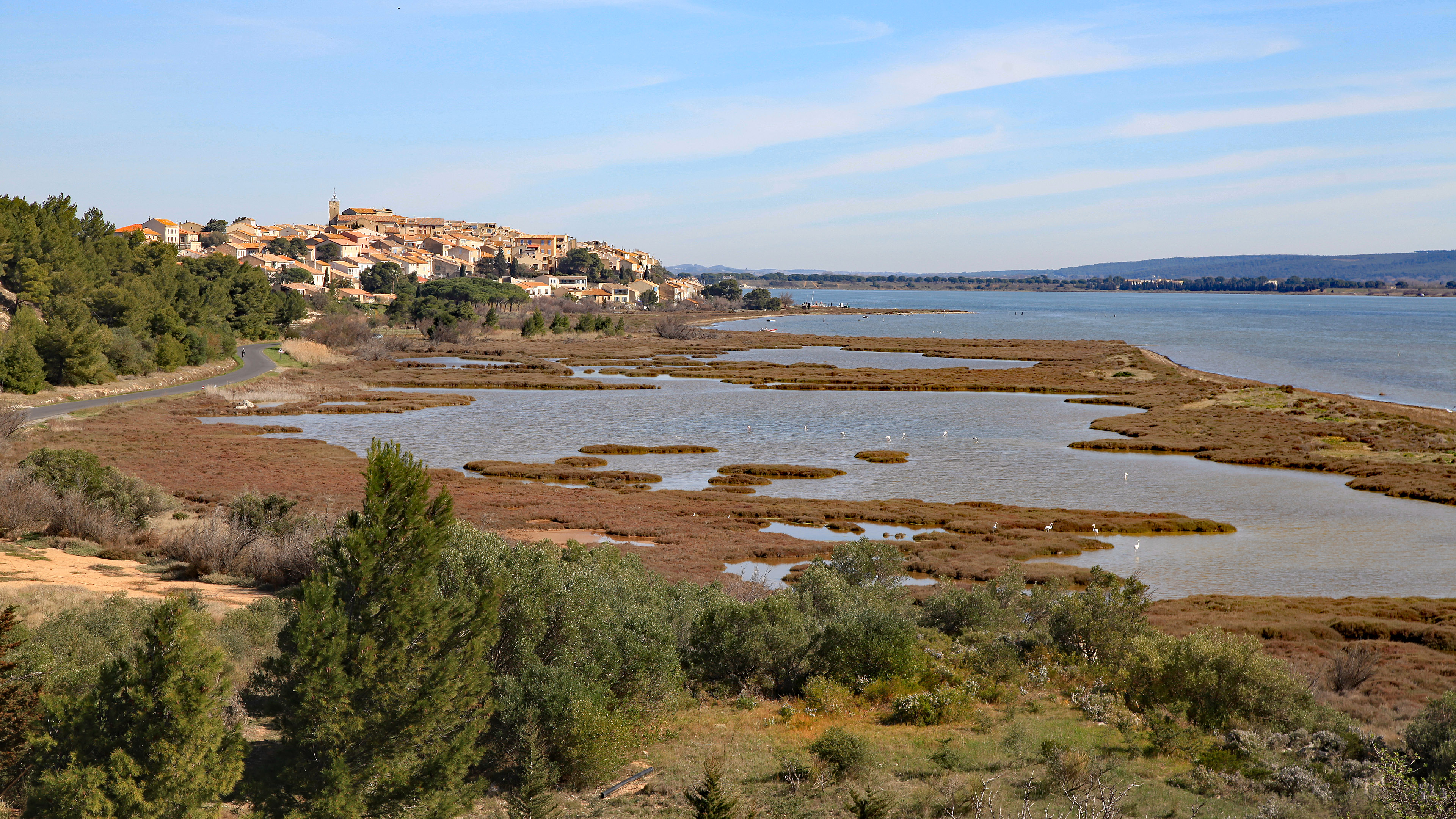
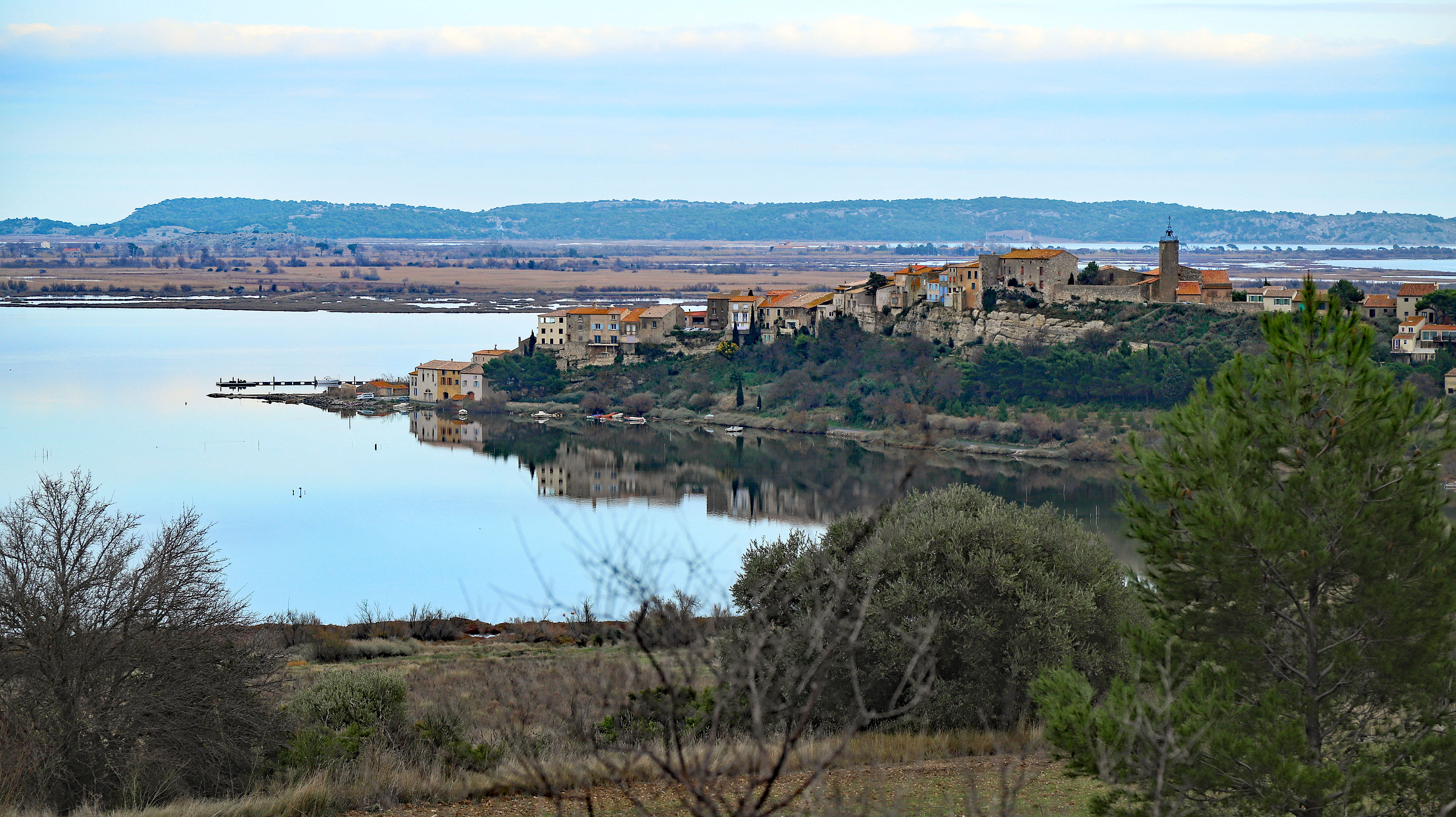
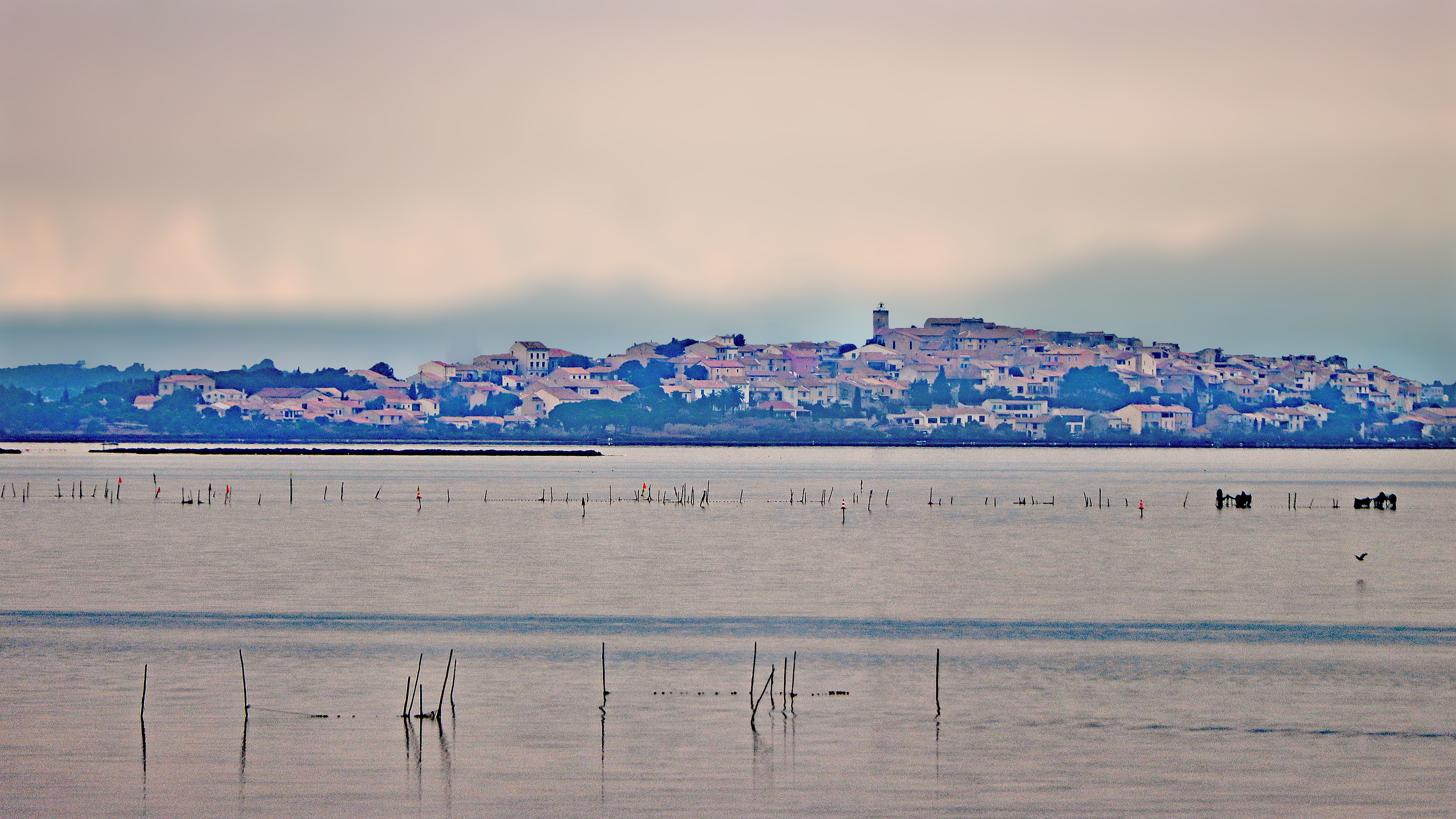
Le village vu de Port-Mahon (Sigean).
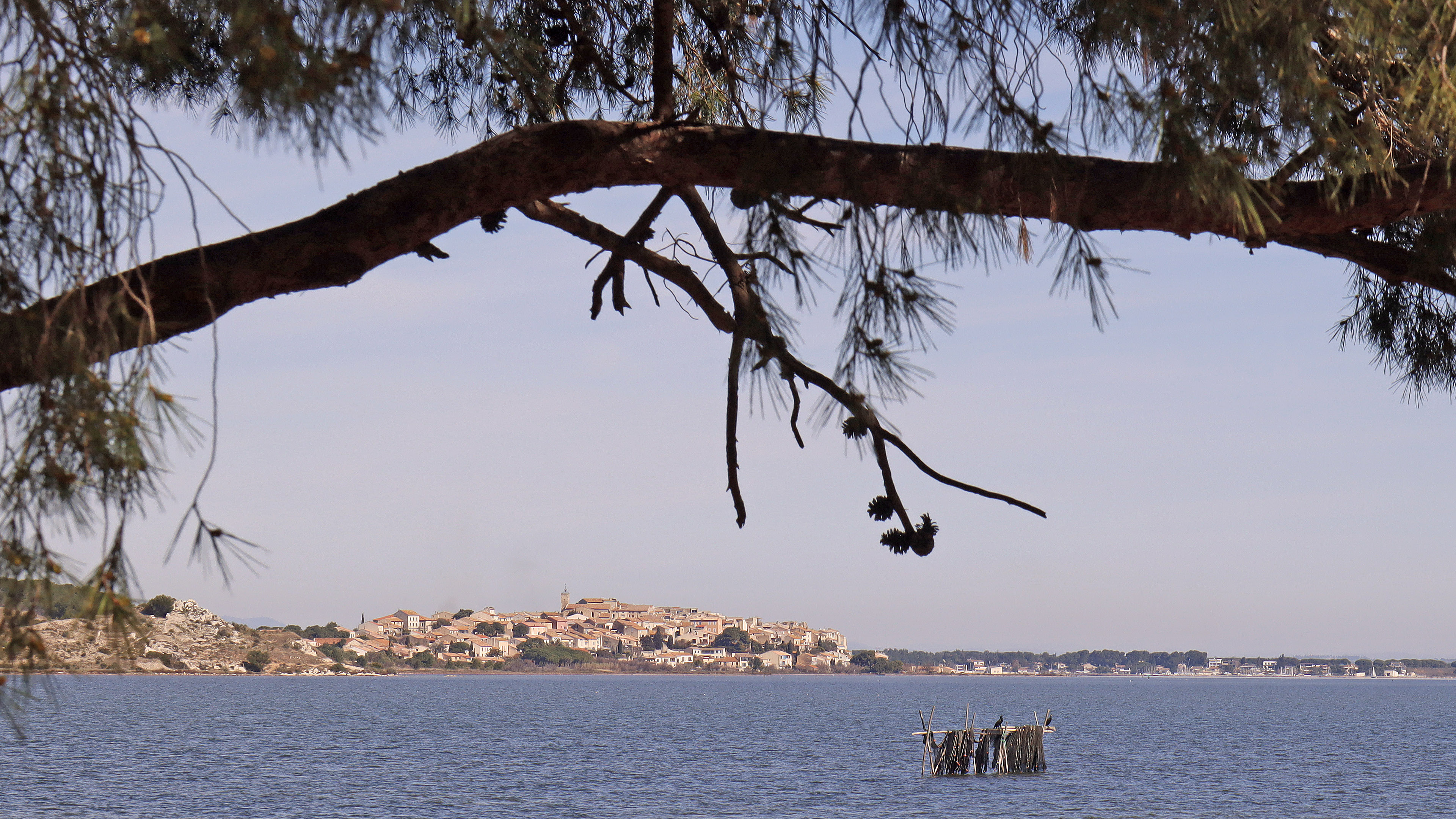
Vue prise depuis le Roc de Vidal (Peyriac-de-Mer).

### Milieux naturels et biodiversité

#### Espaces protégés
La protection réglementaire est le mode d’intervention le plus fort pour préserver des espaces naturels remarquables et leur biodiversité associée,.
La commune fait partie du parc naturel régional de la Narbonnaise en Méditerranée, créé en 2003 et d'une superficie de 68 350 ha, qui s'étend sur 21 communes du département. Composé de la majeure partie des milieux lagunaires du littoral audois et de ses massifs environnants, ce territoire représente en France l’un des rares et derniers grands sites naturels préservés, de cette ampleur et de cette diversité en bordure de Méditerranée (Golfe du Lion).
Quatre autres espaces protégés sont présents sur la commune : 
- le « Bajole », un terrain acquis par le Conservatoire du Littoral, d'une superficie de 10,8 ha[16],[17] ;
- l'« étang du Doul », un terrain acquis par le Conservatoire du Littoral, d'une superficie de 219,1 ha[18],[19] ;
- la « saline d'Estarac », un terrain acquis par le Conservatoire du Littoral, d'une superficie de 96,10 ha[20],[21] ;
- les « étangs littoraux de la Narbonnaise », une zone humide protégée par la convention de Ramsar, d'une superficie de 12 376,7 ha[22].

#### Réseau Natura 2000

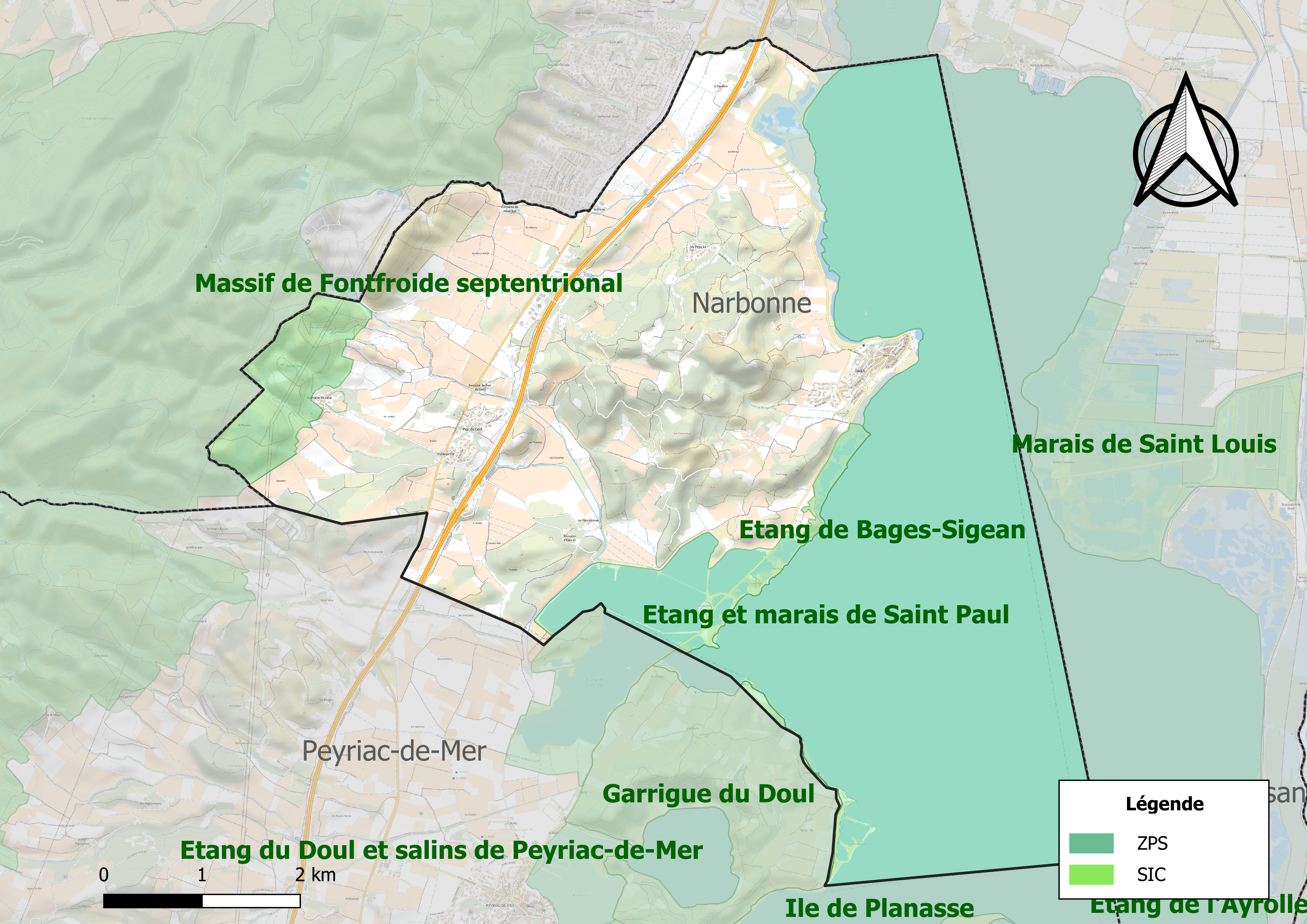
Site Natura 2000 sur le territoire communal.

Le réseau Natura 2000 est un réseau écologique européen de sites naturels d'intérêt écologique élaboré à partir des directives habitats et oiseaux, constitué de zones spéciales de conservation (ZSC) et de zones de protection spéciale (ZPS).
Un site Natura 2000 a été défini sur la commune au titre de la directive habitats :
- le « complexe lagunaire de Bages-Sigean », d'une superficie de 9 488 ha, constitué de formations naturelles de steppes salées sont très riches en espèces de Limonium et très étendues[25]

et un au titre de la directive oiseaux : 
- les « étangs du Narbonnais », d'une superficie de 12 314 ha, comportant des formations naturelles de steppes salées très riches en espèces de Limonium et très étendues. On trouve également des montilles fixées ou des bourrelets coquilliers de bords d'étang à Limoniastres[26].

#### Zones naturelles d'intérêt écologique, faunistique et floristique
L’inventaire des zones naturelles d'intérêt écologique, faunistique et floristique (ZNIEFF) a pour objectif de réaliser une couverture des zones les plus intéressantes sur le plan écologique, essentiellement dans la perspective d’améliorer la connaissance du patrimoine naturel national et de fournir aux différents décideurs un outil d’aide à la prise en compte de l’environnement dans l’aménagement du territoire.
Trois ZNIEFF de type 1 sont recensées sur la commune :
- l'« étang de Bages-Sigean » (3 773 ha), couvrant 5 communes du département[28] ;
- l'« étang et marais de Saint Paul » (175 ha), couvrant 2 communes du département[29] ;
- la « garrigue du Doul » (240 ha), couvrant 2 communes du département[30] ;

et trois ZNIEFF de type 2, : 
- le « complexe des étangs de Bages-Sigean » (12 890 ha), couvrant 6 communes du département[31] ;
- le « massif de Fontfroide » (7 712 ha), couvrant 10 communes du département[32] ;
- le « massif de Fontfroide septentrional » (2 581 ha), couvrant 5 communes du département[33].

Carte des ZNIEFF de type 1 et 2 à Bages.
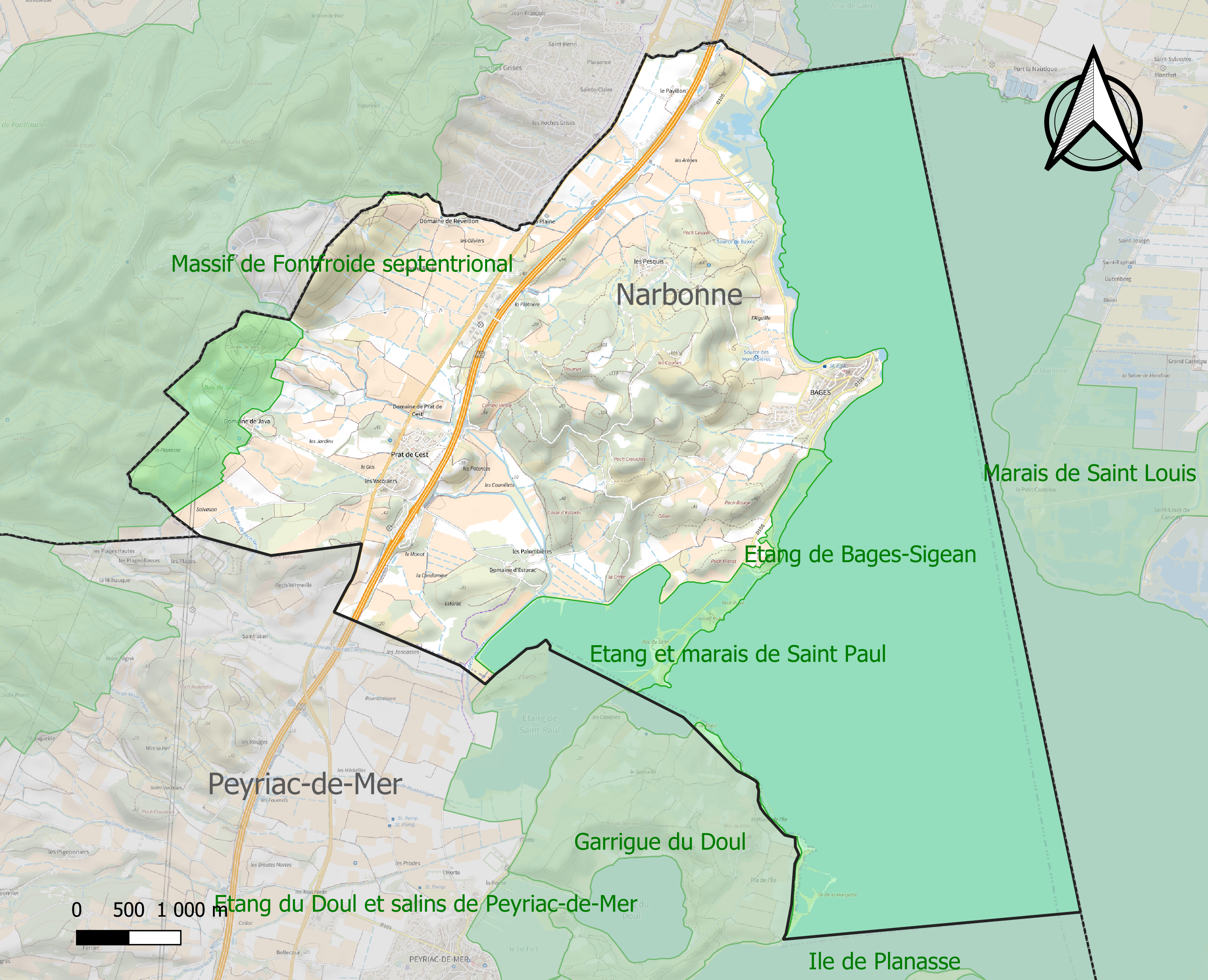
Carte des ZNIEFF de type 1 sur la commune.
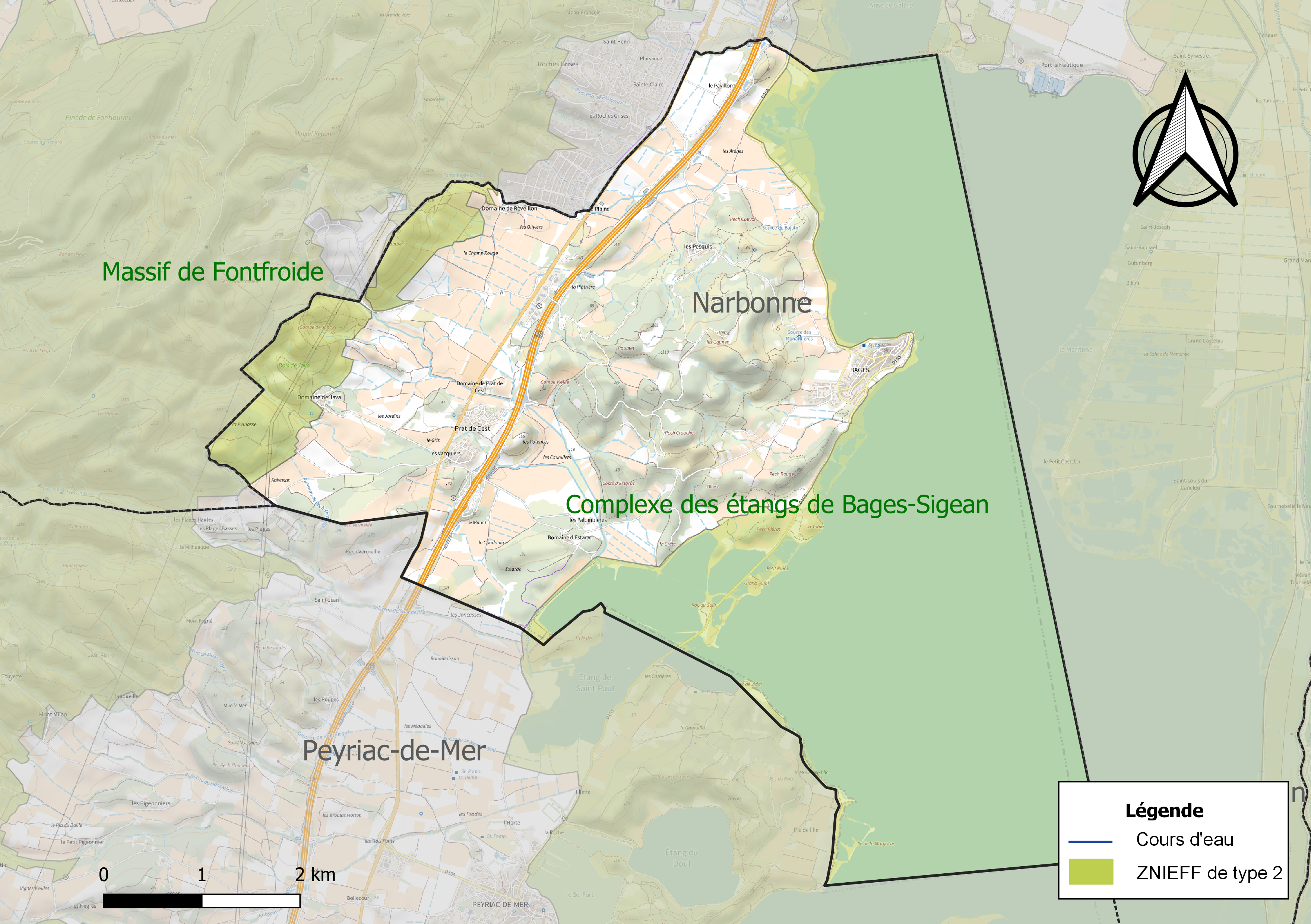
Carte des ZNIEFF de type 2 sur la commune.

## Urbanisme

### Hameau et Lieu-dit
La commune de Bages se compose du village principal, dénommé Bages, d'un hameau et d'un lieu-dit respectivement nommés Prat-de-Cest et Pesquis (parfois aussi appelé "Les Pesquis"). Prat-de-Cest est situé le long de la départementale D6009 reliant Perpignan à Narbonne et Pesquis est situé non loin de la départementale D105.

### Typologie
Au 1er janvier 2024, Bages est catégorisée commune rurale à habitat dispersé, selon la nouvelle grille communale de densité à 7 niveaux définie par l'Insee en 2022.
Elle est située hors unité urbaine. Par ailleurs la commune fait partie de l'aire d'attraction de Narbonne, dont elle est une commune de la couronne,. Cette aire, qui regroupe 71 communes, est catégorisée dans les aires de 50 000 à moins de 200 000 habitants,.
La commune, bordée par la mer Méditerranée, est également une commune littorale au sens de la loi du 3 janvier 1986, dite loi littoral. Des dispositions spécifiques d’urbanisme s’y appliquent dès lors afin de préserver les espaces naturels, les sites, les paysages et l’équilibre écologique du littoral, tel le principe d'inconstructibilité, en dehors des espaces urbanisés, sur la bande littorale des 100 mètres, ou plus si le plan local d’urbanisme le prévoit.

### Occupation des sols
L'occupation des sols de la commune, telle qu'elle ressort de la base de données européenne d’occupation biophysique des sols Corine Land Cover (CLC), est marquée par l'importance des territoires agricoles (31,4 % en 2018), en diminution par rapport à 1990 (32,4 %). La répartition détaillée en 2018 est la suivante : 
eaux maritimes (43 %), 120182006cultures permanentes (24,9 %), milieux à végétation arbustive et/ou herbacée (14,6 %), forêts (7,1 %), zones agricoles hétérogènes (6,5 %), zones humides côtières (2,4 %), zones urbanisées (1,2 %), mines, décharges et chantiers (0,3 %). L'évolution de l’occupation des sols de la commune et de ses infrastructures peut être observée sur les différentes représentations cartographiques du territoire : la carte de Cassini (XVIIIe siècle), la carte d'état-major (1820-1866) et les cartes ou photos aériennes de l'IGN pour la période actuelle (1950 à aujourd'hui).

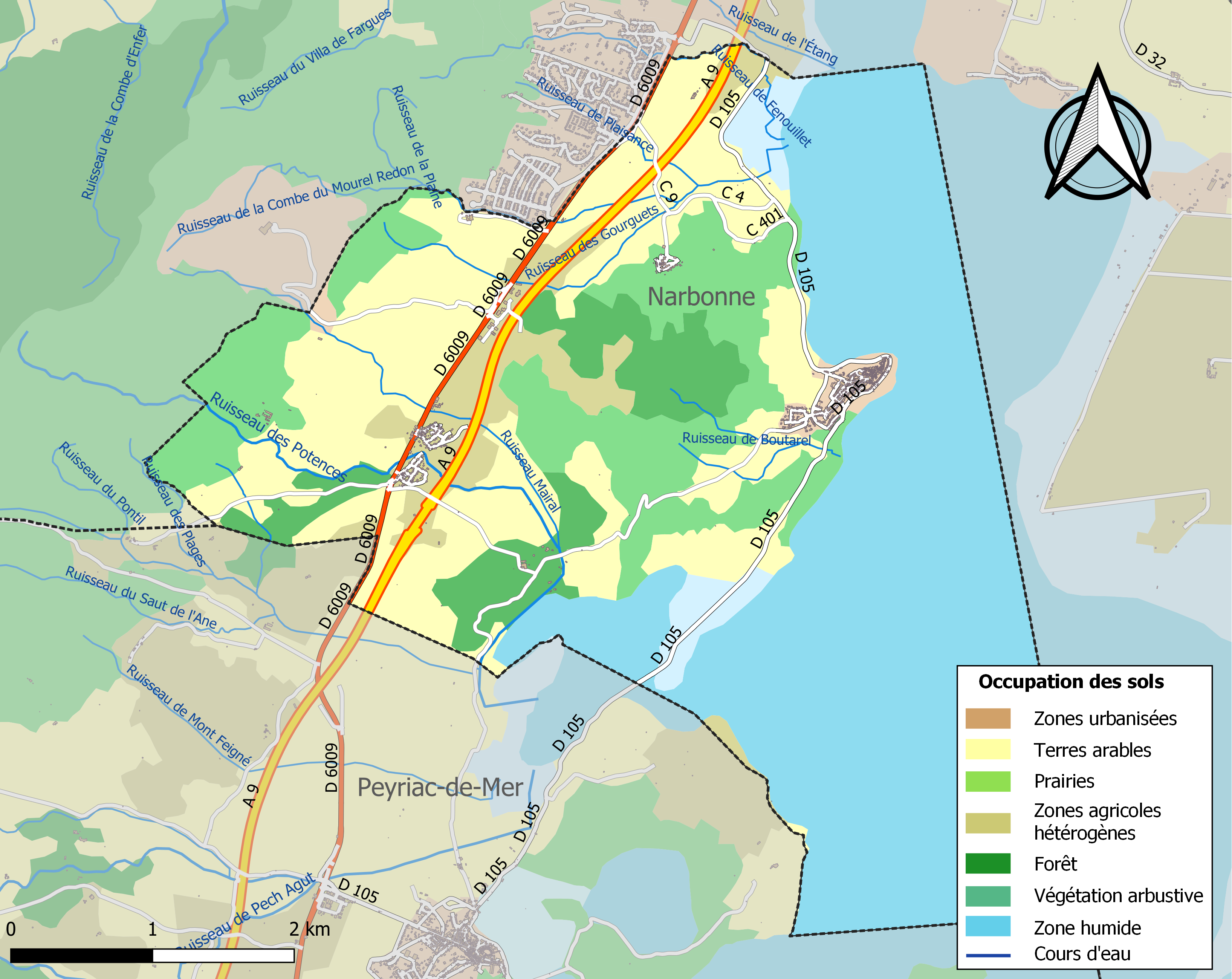
Carte des infrastructures et de l'occupation des sols de la commune en 2018 (CLC).

### Risques majeurs
Le territoire de la commune de Bages est vulnérable à différents aléas naturels : météorologiques (tempête, orage, neige, grand froid, canicule ou sécheresse), inondations, feux de forêts et séisme (sismicité faible). Il est également exposé à un risque technologique,  le transport de matières dangereuses. Un site publié par le BRGM permet d'évaluer simplement et rapidement les risques d'un bien localisé soit par son adresse soit par le numéro de sa parcelle.

#### Risques naturels
La commune fait partie du territoire à risques importants d'inondation (TRI) de Narbonne, regroupant 18 communes du bassin de vie de l'agglomération narbonnaise, un des 31 TRI qui ont été arrêtés fin 2012 sur le bassin Rhône-Méditerranée, retenu au regard des submersions marines et des débordements des cours d’eau l’Aude, l'Orbieu et la Berre. Des cartes des surfaces inondables ont été établies pour trois scénarios : fréquent (crue de temps de retour de 10 ans à 30 ans), moyen (temps de retour de 100 ans à 300 ans) et extrême (temps de retour de l'ordre de 1 000 ans, qui met en défaut tout système de protection),. La commune a été reconnue en état de catastrophe naturelle au titre des dommages causés par les inondations et coulées de boue survenues en 1982, 1986, 1992, 1994, 1996, 1999, 2009, 2014 et 2019,.

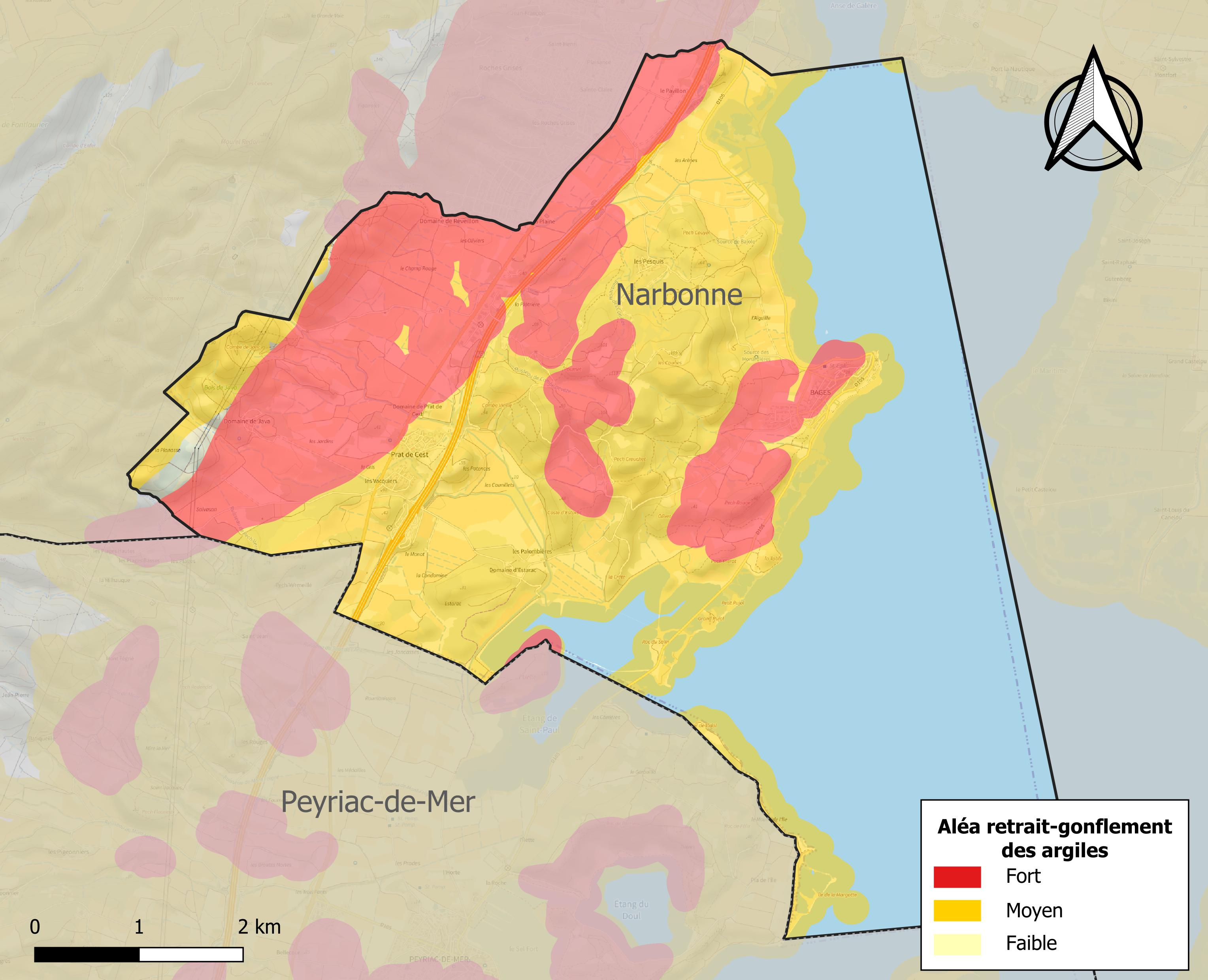
Carte des zones d'aléa retrait-gonflement des sols argileux de Bages.

Le retrait-gonflement des sols argileux est susceptible d'engendrer des dommages importants aux bâtiments en cas d’alternance de périodes de sécheresse et de pluie. 63,7 % de la superficie communale est en aléa moyen ou fort (75,2 % au niveau départemental et 48,5 % au niveau national). Sur les 499 bâtiments dénombrés sur la commune en 2019, 499 sont en aléa moyen ou fort, soit 100 %, à comparer aux 94 % au niveau départemental et 54 % au niveau national. Une cartographie de l'exposition du territoire national au retrait gonflement des sols argileux est disponible sur le site du BRGM,.

#### Risques technologiques
Le risque de transport de matières dangereuses sur la commune est lié à sa traversée par une route à fort trafic. Un accident se produisant sur une telle infrastructure est en effet susceptible d’avoir des effets graves au bâti ou aux personnes jusqu’à 350 m, selon la nature du matériau transporté. Des dispositions d’urbanisme peuvent être préconisées en conséquence.

## Toponymie
Le nom de la localité est attesté sous les formes villa Baiae en 782, in villa Bajas en 806, Villam Baiano vers 844.
Le toponyme catalan Bage est lié à la présence d'un étang, d'une zone marécageuse.

## Histoire
Les origines du site de l'actuelle commune remontent à la préhistoire. Selon les historiens, les outils retrouvés à Bages attesteraient la présence de l'homme dès le Paléolithique inférieur (80 000 ans). Sans aucun doute, les hommes du Néandertal, puis de Cro-Magnon séjournèrent sur les rives du golfe Narbonnais (la mer, à l'époque). La découverte de sites du Néolithique prouve l'existence d'importantes communautés humaines à cette époque.
Ce fut sous l'occupation romaine que l'on assista à une véritable colonisation. En effet, de nombreux lots de terre étaient distribués à d'importants vétérans d'où la présence de nombreuses villae luxueuses. On pense même que l'origine du nom actuel viendrait de cette vocation (BAÏA ou BAÏES en latin, soit « lieu de plaisance »). Peu de vestiges subsistent de cette période, et ils sont souvent recouverts par la végétation. Les plus importants sont ceux du "Castellas" et des "Monadières", importantes villae du début de notre ère.
La population aurait ensuite quitté ces terrains plats à l'abri du vent pour venir s'implanter sur l'éperon rocheux que l'on connait.
Cette position légèrement dominante avait des raisons défensives mais aussi climatiques et d'exposition leur permettant ainsi de ne pas empiéter sur les terres cultivables. Témoignant des anciennes fortifications du village, la porte du Cadran Solaire (XIe siècle) marque l'entrée du vieux village. Depuis les rues étroites et en pente, on peut apercevoir un petit coin bleu d'étang.
Le village de Bages a les pieds dans l'eau, bien que l'agriculture, incluant bien sûr, la viticulture, ait constitué son activité essentielle (la principale place du village porte la date des événements de juin 1907), Bages est surtout considérée comme un village de pêcheurs.

## Politique et administration

### Découpage territorial
La commune de Bages est membre de l'intercommunalité Le Grand Narbonne, un établissement public de coopération intercommunale (EPCI) à fiscalité propre créé le 26 décembre 2002 dont le siège est à Narbonne. Ce dernier est par ailleurs membre d'autres groupements intercommunaux.
Sur le plan administratif, elle est rattachée à l'arrondissement de Narbonne, au département de l'Aude, en tant que circonscription administrative de l'État, et à la région Occitanie.
Sur le plan électoral, elle dépend du canton de Narbonne-2 pour l'élection des conseillers départementaux, depuis le redécoupage cantonal de 2014 entré en vigueur en 2015, et de la deuxième circonscription de l'Aude  pour les élections législatives, depuis le redécoupage électoral de 1986.

### Liste des maires
| Période                                  | Période  | Identité       | Étiquette | Qualité |
| ---------------------------------------- | -------- | -------------- | --------- | ------- |
| mars 2001                                | 2008     | Claude Mulero  |           |         |
| mars 2008                                | 2020     | Marie Bat      | PS        |         |
| mai 2020                                 | En cours | Jean-Louis Rio |           |         |
| Les données manquantes sont à compléter. |          |                |           |         |

## Démographie
| 1793 | 1800 | 1806 | 1821 | 1831 | 1836 | 1841 | 1846 | 1851 |
| ---- | ---- | ---- | ---- | ---- | ---- | ---- | ---- | ---- |
| 716  | 699  | 698  | 742  | 875  | 900  | 864  | 864  | 876  |

| 1856 | 1861 | 1866 | 1872  | 1876  | 1881  | 1886  | 1891  | 1896  |
| ---- | ---- | ---- | ----- | ----- | ----- | ----- | ----- | ----- |
| 805  | 881  | 924  | 1 018 | 1 146 | 1 193 | 1 163 | 1 137 | 1 136 |

| 1901  | 1906  | 1911  | 1921 | 1926 | 1931 | 1936 | 1946 | 1954 |
| ----- | ----- | ----- | ---- | ---- | ---- | ---- | ---- | ---- |
| 1 124 | 1 022 | 1 030 | 917  | 799  | 791  | 711  | 542  | 549  |

| 1962 | 1968 | 1975 | 1982 | 1990 | 1999 | 2006 | 2008 | 2013 |
| ---- | ---- | ---- | ---- | ---- | ---- | ---- | ---- | ---- |
| 559  | 558  | 572  | 547  | 694  | 755  | 817  | 835  | 875  |

| 2018 | 2022 | - | - | - | - | - | - | - |
| ---- | ---- | - | - | - | - | - | - | - |
| 771  | 750  | - | - | - | - | - | - | - |

## Économie

### Revenus
En 2018  (données Insee publiées en septembre 2021), la commune compte 396 ménages fiscaux, regroupant 853 personnes. La médiane du revenu disponible par unité de consommation est de 19 890 € (19 240 € dans le département).

### Emploi
| Division       | 2008   | 2013   | 2018   |
| -------------- | ------ | ------ | ------ |
| Commune        | 7,6 %  | 11 %   | 8,9 %  |
| Département    | 10,2 % | 12,8 % | 12,6 % |
| France entière | 8,3 %  | 10 %   | 10 %   |

En 2018, la population âgée de 15 à 64 ans s'élève à 448 personnes, parmi lesquelles on compte 74,3 % d'actifs (65,4 % ayant un emploi et 8,9 % de chômeurs) et 25,7 % d'inactifs,. Depuis 2008, le taux de chômage communal (au sens du recensement) des 15-64 ans est inférieur à celui de la France et du département.
La commune fait partie de la couronne de l'aire d'attraction de Narbonne, du fait qu'au moins 15 % des actifs travaillent dans le pôle,. Elle compte 147 emplois en 2018, contre 169 en 2013 et 154 en 2008. Le nombre d'actifs ayant un emploi résidant dans la commune est de 296, soit un indicateur de concentration d'emploi de 49,6 % et un taux d'activité parmi les 15 ans ou plus de 52,2 %.
Sur ces 296 actifs de 15 ans ou plus ayant un emploi, 70 travaillent dans la commune, soit 24 % des habitants. Pour se rendre au travail, 84,1 % des habitants utilisent un véhicule personnel ou de fonction à quatre roues, 2,4 % les transports en commun, 9,2 % s'y rendent en deux-roues, à vélo ou à pied et 4,4 % n'ont pas besoin de transport (travail au domicile).

### Activités hors agriculture

#### Secteurs d'activités
77 établissements sont implantés  à Bages au 31 décembre 2019. Le tableau ci-dessous en détaille le nombre par secteur d'activité et compare les ratios avec ceux du département,.
| Secteur d'activité                                                                                        | Commune | Commune | Département |
| Secteur d'activité                                                                                        | Nombre  | %       | %           |
| --- | ------- | ------- | ----------- |
| Ensemble                                                                                                  | 77      |         |             |
| Industrie manufacturière, industries extractives et autres                                                | 3       | 3,9 %   | (8,8 %)     |
| Construction                                                                                              | 12      | 15,6 %  | (14 %)      |
| Commerce de gros et de détail, transports, hébergement et restauration                                    | 31      | 40,3 %  | (32,3 %)    |
| Activités financières et d'assurance                                                                      | 3       | 3,9 %   | (2,7 %)     |
| Activités immobilières                                                                                    | 4       | 5,2 %   | (5,2 %)     |
| Activités spécialisées, scientifiques et techniques et activités de services administratifs et de soutien | 10      | 13 %    | (13,3 %)    |
| Administration publique, enseignement, santé humaine et action sociale                                    | 3       | 3,9 %   | (13,2 %)    |
| Autres activités de services                                                                              | 11      | 14,3 %  | (8,8 %)     |

Le secteur du commerce de gros et de détail, des transports, de l'hébergement et de la restauration est prépondérant sur la commune puisqu'il représente 40,3 % du nombre total d'établissements de la commune (31 sur les 77 entreprises implantées  à Bages), contre 32,3 % au niveau départemental.

#### Entreprises
Les cinq entreprises ayant leur siège social sur le territoire communal qui génèrent le plus de chiffre d'affaires en 2020 sont : 
- Pergam, gestion de fonds (6 770 k€)
- Agence Pour La Rehabilitation De L'immobilier Dans Les Corbieres - Alaric, activités des marchands de biens immobiliers (418 k€)
- Marianne Equipement, commerce de gros (commerce interentreprises) de fournitures et équipements divers pour le commerce et les services (292 k€)
- Home Tex, commerce de gros (commerce interentreprises) de textiles (71 k€)
- Amacrea, commerce de voitures et de véhicules automobiles légers (11 k€)

### Culture, terroir et produits
Quatre galeries d'art marquent la culture de ce paisible village de pêcheurs : La Maison des Arts juchée sur un promontoire ouvert sur l'étang, L'étang d'art (des artistes régionaux au 8 rue de l'ancien puits) qui possède en outre une activité éditoriale par le biais de Les Temps d'art graphique, Latuvu (avec surtout des artistes internationaux, 48 Rue de l'ancien puits) et finalement Nullep'Art (Domaine d'Estarac).
La commune a sur son territoire les appellations qualitatives suivantes :
- Vin de pays des Coteaux du Littoral Audois
- Village de pêcheurs, l'anguille y est reine, préparée en bourride.

### Agriculture
La commune fait partie de la petite région agricole dénommée « Région viticole ». En 2010, l'orientation technico-économique de l'agriculture  sur la commune est la viticulture (appellation et autre).
|                                   | 1988 | 2000 | 2010 |
| --------------------------------- | ---- | ---- | ---- |
| Exploitations                     | 39   | 19   | 18   |
| Superficie agricole utilisée (ha) | 504  | 383  | 301  |

Le nombre d'exploitations agricoles en activité et ayant leur siège dans la commune est passé de 39 lors du recensement agricole de 1988 à 19 en 2000 puis à 18 en 2010, soit une baisse de 54 % en 22 ans. Le même mouvement est observé à l'échelle du département qui a perdu pendant cette période 52 % de ses exploitations. La surface agricole utilisée sur la commune a également diminué, passant de 504 ha en 1988 à 301 ha en 2010. Parallèlement la surface agricole utilisée moyenne par exploitation a augmenté, passant de 13 à 17 ha.

## Culture locale et patrimoine

### Lieux et monuments
- Église Saint-Martin de Bages.
- Chapelle Sainte-Germaine de Prat-de-Cest.
- Site naturel inscrit : L'agglomération et les bordures de l'étang de Bages sont inscrits au titre des sites naturels depuis 1974[61].

### Personnalités liées à la commune
- Pierre Dumayet (1923-2011) : écrivain, journaliste, scénariste et producteur français, est inhumé au cimetière de Bages.
- Gianfredo Camesi, artiste peintre suisse, à vécu à Bages en 1975.
- Pierrette Bloch (1928-2017) : artiste peintre, avait sa résidence secondaire à Bages.
- Jean-Michel Meurice, vit à Bages, à l'origine de la chaine de télévision ARTE.
- Matias Spescha (1925-2008) : peintre, sculpteur, graveur ; résidait à Bages.

### Héraldique
| Blason de Bages | Blason  | De gueules à la fasce fuselée d'or et de sinople. |
| Blason de Bages | Détails | Le statut officiel du blason reste à déterminer.  |

## Pour approfondir